# تومي هاتشيسون
تومي هاتشيسون (بالإنجليزية: Tommy Hutchison)‏ هو لاعب كرة قدم ومدرب كرة قدم بريطاني، ولد في 22 سبتمبر 1947 في Cardenden ‏ في المملكة المتحدة. شارك مع منتخب اسكتلندا لكرة القدم. أما مع النوادي، فقد لعب مع سوانزي سيتي وكوفنتري سيتي ومانشستر سيتي ونادي بلاكبول ونادي بيرنلي.

## مسيرته الكروية
لعب تومي هاتشيسون خلال مسيرته الاحترافية مع 9 أندية في أربعة وثلاثون موسمًا وسجل خلالها 60 هدف ضمن 972 مباراة. ولم يفز بأي موسم بالكأس أو بالدوري.
خاض تومي هاتشيسون مسيرته مع نادي ألوا أثليتيك في موسم 1965–66 واستمر معه طيلة ثلاثة مواسم، مشاركًا في 68 مباراة سجل خلالها 4 أهداف. ثم انتقل إلى نادي بلاكبول في موسم 1967–68 ليلعب معه ستة مواسم، حيث شارك في 154 مباراة سجل خلالها 10 أهداف. لينتقل بعدها إلى نادي كوفنتري سيتي في موسم 1972–73 ليلعب معه تسعة مواسم، مشاركًا في 314 مباراة سجل خلالها 24 هدفًا. ثم انتقل إلى Seattle Sounders (1994–2008) ‏ ما بين عامي 1980 و1981 لمدة موسم واحد، مشاركًا في 25 مباراة سجل خلالها 3 أهداف. هذا وانتقل لاحقًا إلى نادي مانشستر سيتي في موسم 1980–81 ولمدة موسمين، مشاركًا في 46 مباراة سجل خلالها 4 أهداف. ثم انتقل بعدها إلى نادي بولوفا ‏ في موسم 1982–83 لمدة موسم واحد، مشاركًا في 22 مباراة ولم يسجل أي هدف. ليعود وينتقل من جديد، لكن هذه المرة إلى نادي بيرنلي في موسم 1983–84 ولمدة موسمين، مشاركًا في 92 مباراة سجل خلالها 4 أهداف. لينتقل بعدها إلى نادي سوانزي سيتي في موسم 1985–86 ليلعب معه ستة مواسم، مشاركًا في 178 مباراة سجل خلالها 9 أهداف. ثم لعب في نادي ميرثير تيدفيل ‏ في موسم 1990–91 ليلعب معه أربعة مواسم، مشاركًا في 73 مباراة سجل خلالها هدفين.

## وصلات خارجية
- تومي هاتشيسون على موقع الاتحاد الدولي (مؤرشف)  (الإنجليزية)
- تومي هاتشيسون على موقع الاتحاد الإسكتلندي (الإنجليزية)
- تومي هاتشيسون على موقع قاعدة بيانات كرة القدم.إي يو (الإنجليزية)
- تومي هاتشيسون على موقع ناشيونال فوتبول تيمز (الإنجليزية)